# Lostorf
Lostorf es una comuna suiza del cantón de Soleura, ubicada en el distrito de Gösgen. Limita al norte con las comunas de Zeglingen (BL) y Rohr, al este con Stüsslingen, al sureste con Niedergösgen, al sur con Obergösgen y Winznau, y al oeste con Trimbach y Wisen.

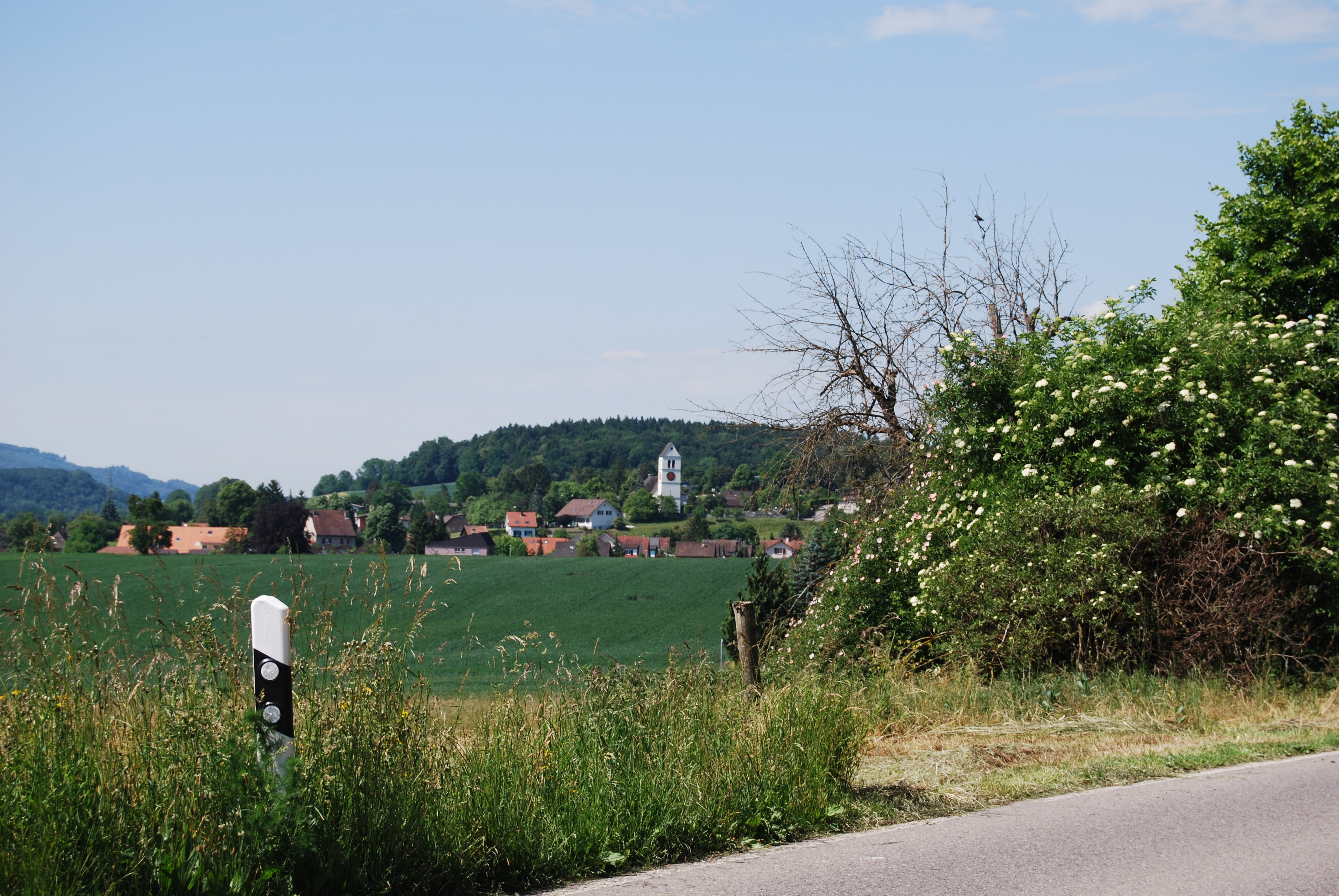
Lostorf